# Rhizomyia vitis
Rhizomyia vitis är en tvåvingeart som först beskrevs av Ephraim Porter Felt 1907.  Rhizomyia vitis ingår i släktet Rhizomyia och familjen gallmyggor. Inga underarter finns listade i Catalogue of Life.